# Bebel, Garota Propaganda
Bebel, Garota Propaganda é um filme brasileiro de 1968, do gênero drama, dirigido por Maurice Capovilla, com roteiro baseado no romance Bebel que a Cidade Comeu, de Ignácio de Loyola Brandão.

## Sinopse
Bela e pobre garota é contratada para comerciais de sabonete. Deslumbrada com o sucesso, vê-se perdida quando resolvem substituí-la.

## Elenco
- Rossana Ghessa.... Bebel
- John Herbert.... Marcos
- Paulo José.... Bernardo
- Geraldo Del Rey.... Marcelo
- Maurício do Valle.... Renatão
- Joana Fomm.... Maria
- Fernando Peixoto
- Norah Fontes
- Dekalafe
- Washington Fernandes
- Apolo Silveira
- Mino Carta
- Adonis de Oliveira
- Álvaro Bittencourt
- Diogo Pacheco
- Fernando de Barros
- Carlos Ebert.... Salomão, o fotógrafo
- Maria Luiza Fragata
- Marta Greiss
- Carlos Imperial
- Raquel Klabin
- Luiz Alberto Meireles
- Maurício Nabuco
- Bibi Vogel